# 머나먼 시공 속에서 반상유희

《머나먼 시공 속에서 반상유희》(일본어: 遙かなる時空の中で-盤上遊戯-)는 코에이에서 2003년 6월 26일 코에이에서 발매한 플레이스테이션용 게임이다.

## 개요
《머나먼 시공 속에서》서브 스토리에 해당하는 작품. 지금까지의 시리즈와는 달리 보드 게임 방식의 게임이다. 또한 시리즈 중에서는 첫 풀보이스 작품이다.

## 역사
- 머나먼 시공 속에서 반상유희:2003년 6월 26일 발매. 플레이스테이션 용 소프트.

## 줄거리
어느날, 무녀가 눈을 뜨자 자신과 똑같은 모습을 한 소녀가 자신 외에 3명이나 있었다. 이 소녀들은 각자 자신이 용신의 무녀라고 주장하는데... 그리하여 당신은 진짜 용신의 무녀의 자리와 팔엽의 사랑을 걸고 다른 무녀들과 싸우게 된다. 과연 당신은 진짜 무녀로서 팔엽의 사랑을 손에 얻을 수 있을 것인가...

## 등장인물
머나먼 시공 속에서 #등장인물 참고
- 용신의 무녀
- 미나모토노 요리히사 (CV.미키 신이치로) - 하늘의 청룡
- 모리무라 텐마 (CV.세키 토모카즈) - 땅의 청룡
- 이노리 (CV.타카하시 나오즈미) - 하늘의 주작
- 나가레야마 시몬 (CV.미야타 코우키) - 땅의 주작
- 후지와라노 타카미치 (CV.나카하라 시게루) - 하늘의 백호
- 타치바나노 토모마사 (CV.이노우에 카즈히코) - 땅의 백호
- 에이센 (CV.호시 소이치로) - 하늘의 현무
- 아베노 야스아키 (CV.이시다 아키라) - 땅의 현무
- 후지 공주 (CV.오타니 이쿠에)
- 아크람 (CV.오키아유 료타로)
- 이크디나르 (CV.이시이 코지)
- 시린 (CV.카와무라 마리아)
- 세프르 (CV.아사카와 유우)
- 란(모리무라 란) (CV.쿠와시마 호코)

## 같이 보기
- 머나먼 시공 속에서
- 네오 로망스 시리즈
- 머나먼 시공 속에서 시리즈